# Vicente Guerrero (Campeche)
Vicente Guerrero, antes denominada Iturbide, es una localidad del estado mexicano de Campeche. Es parte del municipio de Hopelchén.

## Toponimia
El nombre de la localidad rinde homenaje a Vicente Guerrero, héroe de la Independencia de México.

## Demografía
| Gráfica de evolución demográfica |
|                                  |

| Censo | Población |
| ----- | --------- |
| 1930  | 437       |
| 1940  | 668       |
| 1950  | 752       |
| 1960  | 1 196     |
| 1970  | 1 561     |
| 1980  | 2 027     |
| 1990  | 2 487     |
| 2000  | 2 898     |
| 2010  | 3 198     |
| 2020  | 3 570     |